# Egon Zill
Egon Zill (Plauen, 28 marzo 1906 – Dachau, 23 ottobre 1974) è stato un ufficiale tedesco.
Ha avuto il grado di Sturmbannführer (maggiore) delle SS ed è stato un comandante dei campi di concentramento.

## Biografia
Zill era il figlio di un birraio di Plauen. Dopo che il padre è stato gravemente ferito durante la prima guerra mondiale, ha dovuto lavorare presso un fornaio allo scopo di portare qualche soldo in più a casa. A 17 anni si è iscritto allo NSDAP e contemporaneamente alle SA, poco tempo dopo, si è iscritto alle SS. Successivamente, ha lavorato come guardiano in una fabbrica di tende fino al 1934, quando è stato nominato guardiano di un campo di concentramento minore a Chemnitz.
Da questo momento, Zill ha cominciato a scalare la classifica dei campi. Il suo primo impiego in un campo importante, è stato a Lichtenburg, dove insieme al futuro comandante Arthur Rödl, ha delimitato i confini del campo. Durante la sua carriera, ha preso servizio in molti campi: a Dachau, Ravensbrück, Hinzert e molti altri.

## Comandante dei Lager
Il suo primo ruolo come comandante è stato a Natzweiler-Struthof e successivamente a Flossenbürg. Come comandante, Zill si aspettava che le sue guardie agissero con la disciplina dei soldati e allo stesso tempo sosteneva l'idea che i detenuti (non ebrei), che fossero stati indottrinati con l'ideologia nazista, avrebbero potuto combattere per la Germania in cambio della loro libertà. Il suo regime di comando è stato caratterizzato da un'estrema crudeltà, e secondo le testimonianze di molti detenuti, Zill è stato l'artefice di molti crimini, fra i quali, il legaggio degli stessi agli alberi, prima di permettere che i suoi cani gli sbranassero i genitali.
Nel mese di aprile 1943, Zill è stato sostituito da Max Kögel, dopo essere stato giudicato inefficace nel ruolo di comandante, Zill, è stato trasferito sul fronte orientale nel 1943, dopo essere stato accusato di corruzione all'interno dei campi da lui governati.

## Il dopoguerra
Soprannominato 'Zill po' a causa della sua bassa statura, dopo la seconda guerra mondiale ha fatto perdere ogni sua traccia, fino a quando si è fatto scoprire mettendo il suo vero nome sul certificato di nascita di un figlio illegittimo. Nel 1955 è stato condannato a 15 anni di reclusione, dopo che la pena iniziale dell'ergastolo è stata diminuita in appello. In seguito al suo rilascio, nel 1970, Zill si stabilì a Dachau dove morì nel 1974.
| Controllo di autorità | VIAF (EN) 5934704 · ISNI (EN) 0000 0000 2602 9283 · GND (DE) 126790086 |